# گورنی (شهرستان تویمازینسکی، باشقیرستان)
گورنی (انگلیسی: Gorny, Tuymazinsky District, Republic of Bashkortostan) یک شهرک در شهرستان تویمازینسکی استان باشقیرستان کشور روسیه است.